# 김포시 을
김포시 을은 대한민국의 국회의원 선거구이다. 경기도 김포시의 일부 지역을 관할한다. 현직 국회의원은 더불어민주당의 박상혁이다.

## 역사
대한민국 제20대 국회의원 선거를 앞두고 김포시 선거구가 인구 상한선 초과로 인하여 갑, 을로 분구되면서 신설되었다.

## 관할 구역
| 대수  | 관할 구역                                                                       |
| ----- | ------------------------------------------------------------------------------- |
| 20대  | 김포시 통진읍, 양촌읍, 대곶면, 월곶면, 하성면, 김포2동, 구래동, 운양동          |
| 21대~ | 김포시 통진읍, 양촌읍, 대곶면, 월곶면, 하성면, 장기본동, 구래동, 마산동, 운양동 |

## 역대 국회의원
| 선거   | 정당 | 정당         | 의원   |
| ------ | ---- | ------------ | ------ |
| 2016년 |      | 새누리당     | 홍철호 |
| 2020년 |      | 더불어민주당 | 박상혁 |
| 2024년 |      | 더불어민주당 | 박상혁 |

## 역대 선거 결과

### 대한민국 제20대 국회의원 선거
|  | 46.77% |

|  | 41.05% |

|  | 12.17% |

### 대한민국 제21대 국회의원 선거
|  | 53.83% |

|  | 44.46% |

|  | 0.96% |

|  | 0.73% |

### 대한민국 제22대 국회의원 선거
|  | 55.52% |

|  | 44.47% |